# Emilio Orgilés
Emilio Orgilés Pérez (Elda, Alicante, 5 de marzo de 1948) es un político y empresario español. Es miembro del Grupo Independiente de Monóvar (GIMV), y en la actualidad es concejal de deportes y segundo teniente de alcalde del ayuntamiento de Mónovar.

## Biografía
Orgilés comenzó como empresario industrial en Monóvar. Sus contactos profesionales le llevaron a presentarse a la presidencia del Hércules Club de Fútbol, cargo que ostentó desde el 20 de marzo de 1988 hasta 1990. La etapa de Orgilés en la presidencia herculana fue de gran importancia en cuanto a acercamiento del Hércules a los diferentes municipios de la provincia de Alicante. También fue presidente del Monóvar Club Deportivo. Desde 1991 es concejal del ayuntamiento de Monóvar con el partido Grupo Independiente de Monóvar (GIMV).